# Ngelo (Cepu)
Ngelo is een bestuurslaag in het regentschap Blora van de provincie Midden-Java, Indonesië. Ngelo telt 4614 inwoners (volkstelling 2010).